# Llista de topònims d'Estaràs
Llista de topònims (noms propis de lloc) del municipi d'Estaràs, a la Segarra
Informació actualitzada per un bot. Els canvis manuals es perdran quan s'actualitzi!

## cabana
| imatge | Nom                      | Ubicat a         | instància de | Detalls                      | coordenades                                                                  | Protecció | Commons (més fotos) | Dades a WD                    |
| ------ | ------------------------ | ---------------- | ------------ | ---------------------------- | ---------------------------------------------------------------------------- | --------- | ------------------- | ----------------------------- |
|        | cabana de Cal Torreta    | Gàver            | cabana       |                              | 41° 40′ 39″ N, 1° 23′ 20″ E / 41.6776324480606°N,1.38888632378942°E 640 msnm |           |                     | Modifica les dades a Wikidata |
|        | cabana de l'era del Sala | Alta-riba        | cabana       |                              | 41° 42′ 36″ N, 1° 21′ 54″ E / 41.710055°N,1.365042°E 621 msnm                |           |                     | Modifica les dades a Wikidata |
|        | cabana del Benito        | Estaràs          | cabana       |                              | 41° 42′ 01″ N, 1° 23′ 48″ E / 41.7004019602709°N,1.39664642371941°E 679 msnm |           |                     | Modifica les dades a Wikidata |
|        | cabana del Cintet        | Malacara         | cabana       |                              | 41° 43′ 20″ N, 1° 22′ 40″ E / 41.7222124220214°N,1.3777706281442°E 672 msnm  |           |                     | Modifica les dades a Wikidata |
|        | cabana del Coveró        | Malacara         | cabana       |                              | 41° 43′ 16″ N, 1° 23′ 10″ E / 41.7212391131338°N,1.38604209648384°E 660 msnm |           |                     | Modifica les dades a Wikidata |
|        | cabana del Frare         | Estaràs          | cabana       | Estat: ruïnós                | 41° 40′ 54″ N, 1° 22′ 19″ E / 41.6817088434004°N,1.37201241866295°E 627 msnm |           |                     | Modifica les dades a Wikidata |
|        | cabana del Joanet        | Estaràs          | cabana       |                              | 41° 40′ 47″ N, 1° 22′ 42″ E / 41.6797001797993°N,1.37837045712731°E 663 msnm |           |                     | Modifica les dades a Wikidata |
|        | cabana del Macià         | Estaràs          | cabana       | Estat: enderrocat o destruït | 41° 41′ 28″ N, 1° 20′ 37″ E / 41.6910857666482°N,1.34371812341553°E          |           |                     | Modifica les dades a Wikidata |
|        | cabana del Raïc          | Estaràs          | cabana       | Estat: enderrocat o destruït | 41° 43′ 25″ N, 1° 23′ 57″ E / 41.723667°N,1.39922°E 679 msnm                 |           |                     | Modifica les dades a Wikidata |
|        | cabana del Sastre        | Gàver            | cabana       |                              | 41° 40′ 41″ N, 1° 23′ 02″ E / 41.67792158797°N,1.38382131309586°E 631 msnm   |           |                     | Modifica les dades a Wikidata |
|        | cabana del Soler         | Vergós Guerrejat | cabana       |                              | 41° 40′ 11″ N, 1° 20′ 15″ E / 41.669640569584°N,1.33746917021723°E 634 msnm  |           |                     | Modifica les dades a Wikidata |
|        | cabana del Vicenç        | Ferran           | cabana       | Estat: ruïnós                | 41° 44′ 30″ N, 1° 24′ 19″ E / 41.7417802299071°N,1.40516564498225°E 671 msnm |           |                     | Modifica les dades a Wikidata |
|        | cabana del Vidal         | Vergós Guerrejat | cabana       |                              | 41° 40′ 22″ N, 1° 20′ 48″ E / 41.6728908881348°N,1.34675550048104°E 573 msnm |           |                     | Modifica les dades a Wikidata |
|        | cobert de l'Isidron      | Vergós Guerrejat | cabana       |                              | 41° 40′ 38″ N, 1° 20′ 58″ E / 41.6771996014243°N,1.34950444634877°E 595 msnm |           |                     | Modifica les dades a Wikidata |
|        | cobert del Marc          | Gàver            | cabana       |                              | 41° 41′ 21″ N, 1° 23′ 16″ E / 41.6890298960749°N,1.38788096473396°E 590 msnm |           |                     | Modifica les dades a Wikidata |
|        | cobert del Martínez      | Vergós Guerrejat | cabana       |                              | 41° 40′ 32″ N, 1° 21′ 04″ E / 41.6755129137485°N,1.35121739823152°E 564 msnm |           |                     | Modifica les dades a Wikidata |
|        | cobert del Raïc          | Vergós Guerrejat | cabana       |                              | 41° 40′ 36″ N, 1° 20′ 55″ E / 41.6766189263977°N,1.34858223280567°E 564 msnm |           |                     | Modifica les dades a Wikidata |
|        | cobert dels Caçadors     | Gàver            | cabana       |                              | 41° 40′ 55″ N, 1° 23′ 23″ E / 41.6818394081891°N,1.38958633533729°E 638 msnm |           |                     | Modifica les dades a Wikidata |
|        | era del Baró             | Ferran           | cabana       | Estat: ruïnós                | 41° 43′ 42″ N, 1° 24′ 07″ E / 41.7284063206456°N,1.40199779066503°E 689 msnm |           |                     | Modifica les dades a Wikidata |
|        | era del Bioscà           | Estaràs          | cabana       |                              | 41° 44′ 23″ N, 1° 24′ 24″ E / 41.7397922821267°N,1.40664585756978°E          |           |                     | Modifica les dades a Wikidata |
|        | era del Boldú            | Vergós Guerrejat | cabana       |                              | 41° 40′ 18″ N, 1° 21′ 36″ E / 41.6717128534951°N,1.3600835911263°E 576 msnm  |           |                     | Modifica les dades a Wikidata |
|        | era del Casanova         | Vergós Guerrejat | cabana       |                              | 41° 40′ 30″ N, 1° 21′ 21″ E / 41.6751211898938°N,1.35593658305297°E 575 msnm |           |                     | Modifica les dades a Wikidata |
|        | era del Castell          | Vergós Guerrejat | cabana       | Estat: ruïnós                | 41° 40′ 36″ N, 1° 20′ 50″ E / 41.6766342192658°N,1.34714022123732°E 557 msnm |           |                     | Modifica les dades a Wikidata |
|        | era del Cinto            | Ferran           | cabana       |                              | 41° 43′ 36″ N, 1° 24′ 24″ E / 41.7265543256529°N,1.40678069692267°E 704 msnm |           |                     | Modifica les dades a Wikidata |
|        | era del Coix             | Vergós Guerrejat | cabana       |                              | 41° 40′ 32″ N, 1° 21′ 28″ E / 41.6756712104086°N,1.35786874195742°E 611 msnm |           |                     | Modifica les dades a Wikidata |
|        | era del Graells          | Ferran           | cabana       |                              | 41° 43′ 41″ N, 1° 23′ 57″ E / 41.7280775432911°N,1.39908431997721°E 675 msnm |           |                     | Modifica les dades a Wikidata |
|        | era del Joanet           | Vergós Guerrejat | cabana       |                              | 41° 40′ 34″ N, 1° 22′ 11″ E / 41.6760571000143°N,1.36978824492884°E 622 msnm |           |                     | Modifica les dades a Wikidata |
|        | era del Macià            | Vergós Guerrejat | cabana       |                              | 41° 40′ 51″ N, 1° 21′ 31″ E / 41.6807270518472°N,1.35871333547389°E 643 msnm |           |                     | Modifica les dades a Wikidata |
|        | era del Paulo            | Vergós Guerrejat | cabana       |                              | 41° 40′ 43″ N, 1° 21′ 58″ E / 41.6785804197788°N,1.3660843439303°E 654 msnm  |           |                     | Modifica les dades a Wikidata |
|        | era del Ramonet          | Estaràs          | cabana       |                              | 41° 41′ 31″ N, 1° 22′ 56″ E / 41.6919776027625°N,1.38229182694554°E 603 msnm |           |                     | Modifica les dades a Wikidata |
|        | era del Raïc             | Ferran           | cabana       |                              | 41° 43′ 58″ N, 1° 24′ 12″ E / 41.732915°N,1.403344°E 662 msnm                |           |                     | Modifica les dades a Wikidata |
|        | era del Xacó             | Ferran           | cabana       | Estat: ruïnós                | 41° 43′ 39″ N, 1° 24′ 20″ E / 41.7275912398209°N,1.40556479104707°E 700 msnm |           |                     | Modifica les dades a Wikidata |
|        | pallissa del Mejanell    | Malacara         | cabana       |                              | 41° 43′ 32″ N, 1° 22′ 37″ E / 41.7255697096605°N,1.37697682154872°E 673 msnm |           |                     | Modifica les dades a Wikidata |

## casa
| imatge | Nom         | Ubicat a | instància de | Detalls                                                              | coordenades                                                                              | Protecció                                  | Commons (més fotos)  | Dades a WD                    |
| ------ | ----------- | -------- | ------------ | -------------------------------------------------------------------- | ---------------------------------------------------------------------------------------- | ------------------------------------------ | -------------------- | ----------------------------- |
|        | Cal Guim    | Ferran   | casa         | Estil: arquitectura popular 15th century                             | 41° 43′ 45″ N, 1° 23′ 48″ E / 41.7292°N,1.39666°E ca:C. Voltes, 21 679 msnm              | bé integrant del patrimoni cultural català | Cal Guim (Ferran)    | Modifica les dades a Wikidata |
|        | Cal Ricardo | Ferran   | casa         | Estil: arquitectura neoclàssica arquitectura popular 18th century    | 41° 43′ 44″ N, 1° 23′ 49″ E / 41.728957°N,1.396867°E ca:C. Major, 21 676 msnm            | bé integrant del patrimoni cultural català | Cal Ricardo (Ferran) | Modifica les dades a Wikidata |
|        | Cal Torné   | Estaràs  | casa         | Estil: arquitectura popular 20th century                             | 41° 41′ 29″ N, 1° 22′ 41″ E / 41.6915°N,1.37818°E ca:Pl. Major 693 msnm                  | bé integrant del patrimoni cultural català | Cal Torné (Estaràs)  | Modifica les dades a Wikidata |
|        | Can Salat   | Estaràs  | casa         | Estil: noucentisme arquitectura popular Estat: enderrocat o destruït | 41° 41′ 31″ N, 1° 22′ 43″ E / 41.6919°N,1.37848°E ca:C. Església (ensorrat i reedificat) | bé integrant del patrimoni cultural català |                      | Modifica les dades a Wikidata |

## castell
| imatge | Nom                         | Ubicat a         | instància de | Detalls                                                              | coordenades | Protecció                                            | Commons (més fotos)         | Dades a WD                    |
| ------ | --------------------------- | ---------------- | ------------ | -------------------------------------------------------------------- | --- | ---------------------------------------------------- | --------------------------- | ----------------------------- |
|        | Castell d'Alta-riba         | Estaràs          | castell      | Estil: arquitectura romànica 11st century Estat: ruïnós              | 41° 42′ 44″ N, 1° 21′ 55″ E / 41.71222222°N,1.36527778°E ca:Tossal d'Alta-riba 662 msnm                                    | bé d'interès cultural bé cultural d'interès nacional | Castell d'Alta-riba         | Modifica les dades a Wikidata |
|        | Castell d'Estaràs           | Estaràs          | castell      | Estil: arquitectura gòtica arquitectura del Renaixement 14th century | 41° 41′ 32″ N, 1° 22′ 41″ E / 41.6921°N,1.37801°E ca:Plaça del Castell, Estaràs 613 msnm                                   | bé d'interès cultural bé cultural d'interès nacional | Castell d'Estaràs           | Modifica les dades a Wikidata |
|        | Castell de Ferran           | Ferran           | castell      | Estil: arquitectura popular Estat: ruïnós                            | 41° 43′ 46″ N, 1° 23′ 46″ E / 41.7295°N,1.39618°E ca:Carrer del Castell, Ferran 690 msnm                                   | bé d'interès cultural bé cultural d'interès nacional | Castell de Ferran (Estaràs) | Modifica les dades a Wikidata |
|        | Castell de Gàver            | Gàver            | castell      | Estil: arquitectura romànica 11st century Estat: ruïnós              | 41° 41′ 18″ N, 1° 23′ 35″ E / 41.6883°N,1.39312°E ca:A pocs metres de l'església vella de Santa Maria 645 msnm             | bé integrant del patrimoni cultural català           | Castell de Gàver            | Modifica les dades a Wikidata |
|        | Castell de Mejanell         | Malacara         | castell      | Estil: arquitectura romànica 11st century                            | 41° 43′ 33″ N, 1° 22′ 56″ E / 41.7258°N,1.38222°E ca:Mejanell. Sortida de Sant Ramon cap a Calaf, camí a mà dreta 678 msnm | bé d'interès cultural bé cultural d'interès nacional | Castell de Mejanell         | Modifica les dades a Wikidata |
|        | Castell de Vergós Guerrejat | Vergós Guerrejat | castell      | Estil: arquitectura barroca 17th century                             | 41° 40′ 35″ N, 1° 21′ 11″ E / 41.6765°N,1.35307°E ca:Plaça de l'Església, 3, Vergós Guerrejat 634 msnm                     | bé d'interès cultural bé cultural d'interès nacional | Castell de Vergós Guerrejat | Modifica les dades a Wikidata |

## entitat singular de població
| imatge | Nom              | Ubicat a | instància de                                   | Detalls                                                            | coordenades                                                                  | Protecció                                  | Commons (més fotos) | Dades a WD                    |
| ------ | ---------------- | -------- | ---------------------------------------------- | ------------------------------------------------------------------ | ---------------------------------------------------------------------------- | ------------------------------------------ | ------------------- | ----------------------------- |
|        | Alta-riba        | Estaràs  | entitat singular de població                   | 13 hab                                                             | 41° 42′ 45″ N, 1° 21′ 55″ E / 41.7124°N,1.36541°E 664 msnm                   |                                            | Alta-riba           | Modifica les dades a Wikidata |
|        | Estaràs          | Estaràs  | entitat singular de població capital municipal | 26 hab                                                             | 41° 41′ 32″ N, 1° 22′ 42″ E / 41.69219421°N,1.37833145°E 613 msnm            |                                            |                     | Modifica les dades a Wikidata |
|        | Ferran           | Estaràs  | entitat singular de població                   | 53 hab                                                             | 41° 43′ 46″ N, 1° 23′ 50″ E / 41.729361°N,1.397167°E 709 msnm                |                                            | Ferran (Estaràs)    | Modifica les dades a Wikidata |
|        | Gàver            | Estaràs  | entitat singular de població                   | 31 hab                                                             | 41° 41′ 16″ N, 1° 23′ 34″ E / 41.687847°N,1.392792°E 607 msnm                |                                            | Gàver               | Modifica les dades a Wikidata |
|        | Malacara         | Estaràs  | entitat singular de població castell           | Estil: arquitectura gòtica arquitectura popular 14th century 9 hab | 41° 43′ 06″ N, 1° 23′ 20″ E / 41.7183325734833°N,1.38879558917867°E 687 msnm | bé integrant del patrimoni cultural català | Malacara            | Modifica les dades a Wikidata |
|        | Vergós Guerrejat | Estaràs  | entitat singular de població                   | 30 hab                                                             | 41° 40′ 34″ N, 1° 21′ 11″ E / 41.676111°N,1.352972°E 635 msnm                |                                            | Vergós Guerrejat    | Modifica les dades a Wikidata |

## església
| imatge | Nom                                       | Ubicat a         | instància de                 | Detalls                                                               | coordenades | Protecció                                  | Commons (més fotos)                       | Dades a WD                    |
| ------ | ----------------------------------------- | ---------------- | ---------------------------- | --------------------------------------------------------------------- | --- | ------------------------------------------ | ----------------------------------------- | ----------------------------- |
|        | Sant Jaume de Ferran                      | Ferran           | església església parroquial | Estil: arquitectura del Renaixement arquitectura popular 16th century | 41° 43′ 45″ N, 1° 23′ 49″ E / 41.7291°N,1.39681°E ca:C. de la Plaça, 18 676 msnm                                           | bé integrant del patrimoni cultural català | Sant Jaume de Ferran                      | Modifica les dades a Wikidata |
|        | Sant Jordi d'Alta-riba                    | Alta-riba        | església                     | Estil: arquitectura romànica arquitectura popular 11st century        | 41° 42′ 42″ N, 1° 21′ 56″ E / 41.7117°N,1.36554°E ca:Pl. de l'Església 638 msnm                                            | bé integrant del patrimoni cultural català | Sant Jordi d'Alta-riba                    | Modifica les dades a Wikidata |
|        | Sant Julià d'Estaràs                      | Estaràs          | església                     | Estil: arquitectura romànica 11st century                             | 41° 41′ 31″ N, 1° 22′ 43″ E / 41.6919°N,1.37869°E ca:Pl. de l'Església 597 msnm                                            | bé integrant del patrimoni cultural català | Sant Julià d'Estaràs                      | Modifica les dades a Wikidata |
|        | Sant Pere de Mejanell                     | Malacara         | església                     | Estil: arquitectura romànica 12nd century                             | 41° 43′ 33″ N, 1° 22′ 56″ E / 41.7257°N,1.38234°E ca:Mejanell. Sortida de Sant Ramon cap a Calaf, camí a mà dreta 678 msnm | bé integrant del patrimoni cultural català | Sant Pere de Mejanell                     | Modifica les dades a Wikidata |
|        | Santa Maria Magdalena de Vergós Guerrejat | Vergós Guerrejat | església església parroquial | Estil: arquitectura barroca 17th century                              | 41° 40′ 36″ N, 1° 21′ 11″ E / 41.6766°N,1.35315°E ca:Pl. del Castell 636 msnm                                              | bé integrant del patrimoni cultural català | Santa Maria Magdalena de Vergós Guerrejat | Modifica les dades a Wikidata |
|        | Santa Maria de Gàver                      | Gàver            | església                     | Estil: arquitectura romànica arquitectura gòtica 11st century         | 41° 41′ 18″ N, 1° 23′ 36″ E / 41.6882°N,1.39346°E ca:A pocs metres de la torre de Gàver 645 msnm                           | bé integrant del patrimoni cultural català | Santa Maria de Gàver                      | Modifica les dades a Wikidata |
|        | Santa Maria de Gàver                      | Gàver            | església església parroquial | 20th century                                                          | 41° 41′ 17″ N, 1° 23′ 22″ E / 41.688°N,1.38941°E 590 msnm                                                                  | bé integrant del patrimoni cultural català | Santa Maria de Gàver (església nova)      | Modifica les dades a Wikidata |

## granja
| imatge | Nom                 | Ubicat a         | instància de | Detalls | coordenades                                                                  | Protecció | Commons (més fotos) | Dades a WD                    |
| ------ | ------------------- | ---------------- | ------------ | ------- | ---------------------------------------------------------------------------- | --------- | ------------------- | ----------------------------- |
|        | Granges Tato        | Estaràs          | granja       |         | 41° 41′ 23″ N, 1° 22′ 55″ E / 41.6897834803834°N,1.38190222036832°E 588 msnm |           |                     | Modifica les dades a Wikidata |
|        | Granges del Sala    | Alta-riba        | granja       |         | 41° 42′ 32″ N, 1° 21′ 53″ E / 41.7090218038955°N,1.36472460549471°E 617 msnm |           |                     | Modifica les dades a Wikidata |
|        | Granja Raïc         | Vergós Guerrejat | granja       |         | 41° 40′ 25″ N, 1° 20′ 53″ E / 41.6736028048414°N,1.34803467620049°E 562 msnm |           |                     | Modifica les dades a Wikidata |
|        | Granja de Cal Pere  | Estaràs          | granja       |         | 41° 41′ 22″ N, 1° 22′ 48″ E / 41.6894045828907°N,1.37994110902601°E 576 msnm |           |                     | Modifica les dades a Wikidata |
|        | Granja de l'Eudalet | Estaràs          | granja       |         | 41° 41′ 23″ N, 1° 22′ 43″ E / 41.6898012947435°N,1.37869350750005°E 574 msnm |           |                     | Modifica les dades a Wikidata |
|        | Granja del Boldú    | Vergós Guerrejat | granja       |         | 41° 40′ 36″ N, 1° 21′ 22″ E / 41.6765572076194°N,1.35621237919498°E 605 msnm |           |                     | Modifica les dades a Wikidata |
|        | Granja del Coix     | Vergós Guerrejat | granja       |         | 41° 40′ 41″ N, 1° 21′ 14″ E / 41.6780741686362°N,1.35396323335781°E 645 msnm |           |                     | Modifica les dades a Wikidata |
|        | Granja del Petit    | Estaràs          | granja       |         | 41° 41′ 34″ N, 1° 22′ 50″ E / 41.6928264102539°N,1.38052815549926°E 593 msnm |           |                     | Modifica les dades a Wikidata |
|        | Granja del Vilar    | Ferran           | granja       |         | 41° 43′ 52″ N, 1° 23′ 42″ E / 41.7312089574508°N,1.39500265690997°E 691 msnm |           |                     | Modifica les dades a Wikidata |

## masia
| imatge | Nom                | Ubicat a         | instància de | Detalls                                  | coordenades                                                                                      | Protecció                                  | Commons (més fotos) | Dades a WD                    |
| ------ | ------------------ | ---------------- | ------------ | ---------------------------------------- | ------------------------------------------------------------------------------------------------ | ------------------------------------------ | ------------------- | ----------------------------- |
|        | Ca l'Eudald        | Gàver            | masia        |                                          | 41° 41′ 07″ N, 1° 23′ 28″ E / 41.6854007073523°N,1.39113157343634°E 605 msnm                     |                                            |                     | Modifica les dades a Wikidata |
|        | Cal Borràs         | Alta-riba        | masia        |                                          | 41° 42′ 36″ N, 1° 22′ 54″ E / 41.709993°N,1.381631°E 618 msnm                                    |                                            |                     | Modifica les dades a Wikidata |
|        | Cal Cintet         | Malacara         | masia        |                                          | 41° 43′ 10″ N, 1° 22′ 48″ E / 41.7194428591201°N,1.38000417100961°E 615 msnm                     |                                            |                     | Modifica les dades a Wikidata |
|        | Cal Codina         | Ferran           | masia        |                                          | 41° 43′ 57″ N, 1° 23′ 52″ E / 41.732519396083°N,1.39790387255269°E 664 msnm                      |                                            |                     | Modifica les dades a Wikidata |
|        | Cal Jan            | Malacara         | masia        | Estat: ruïnós                            | 41° 42′ 57″ N, 1° 23′ 40″ E / 41.7159339842654°N,1.39438510548928°E 697 msnm                     |                                            |                     | Modifica les dades a Wikidata |
|        | Cal Manel          | Malacara         | masia        |                                          | 41° 43′ 18″ N, 1° 23′ 29″ E / 41.7216040827436°N,1.39151495379791°E 657 msnm                     |                                            |                     | Modifica les dades a Wikidata |
|        | Cal Marc           | Gàver            | masia        |                                          | 41° 41′ 18″ N, 1° 23′ 18″ E / 41.688243815258°N,1.38834517511672°E 583 msnm                      |                                            |                     | Modifica les dades a Wikidata |
|        | Cal Mont-rosà      | Malacara         | masia        |                                          | 41° 43′ 34″ N, 1° 22′ 23″ E / 41.7261710324994°N,1.37300619738899°E 665 msnm                     |                                            |                     | Modifica les dades a Wikidata |
|        | Cal Pere           | Estaràs          | masia        |                                          | 41° 41′ 25″ N, 1° 22′ 43″ E / 41.690341507262°N,1.37867993978082°E 576 msnm                      |                                            |                     | Modifica les dades a Wikidata |
|        | Cal Salat          | Gàver            | masia        | Estil: arquitectura popular 18th century | 41° 41′ 13″ N, 1° 23′ 28″ E / 41.686895°N,1.391052°E ca:A tocar de la carretera LV-1005 587 msnm | bé integrant del patrimoni cultural català | Cal Salat de Gàver  | Modifica les dades a Wikidata |
|        | Cal Seroles        | Alta-riba        | masia        |                                          | 41° 42′ 44″ N, 1° 22′ 47″ E / 41.71226735504°N,1.3797278721925°E 660 msnm                        |                                            |                     | Modifica les dades a Wikidata |
|        | Can Vinyalets      | Gàver            | masia        |                                          | 41° 40′ 57″ N, 1° 23′ 24″ E / 41.682413030963°N,1.39002858451474°E 634 msnm                      |                                            |                     | Modifica les dades a Wikidata |
|        | Casa Vila          | Ferran           | masia        |                                          | 41° 43′ 51″ N, 1° 23′ 51″ E / 41.7307744999788°N,1.3974302236573°E 669 msnm                      |                                            |                     | Modifica les dades a Wikidata |
|        | Caseta de la Teula | Alta-riba        | masia        |                                          | 41° 42′ 29″ N, 1° 22′ 36″ E / 41.7081277445286°N,1.37662242281975°E 619 msnm                     |                                            |                     | Modifica les dades a Wikidata |
|        | Mas Vila           | Estaràs          | masia        | Estat: ruïnós                            | 41° 41′ 06″ N, 1° 22′ 51″ E / 41.6850135271187°N,1.38088033346635°E 617 msnm                     |                                            |                     | Modifica les dades a Wikidata |
|        | Mas del Cisco      | Estaràs          | masia        |                                          | 41° 42′ 24″ N, 1° 22′ 53″ E / 41.7065936021861°N,1.38151674495442°E 652 msnm                     |                                            |                     | Modifica les dades a Wikidata |
|        | Masia del Frare    | Vergós Guerrejat | masia        |                                          | 41° 40′ 29″ N, 1° 20′ 52″ E / 41.6748492739965°N,1.34765441380911°E 560 msnm                     |                                            |                     | Modifica les dades a Wikidata |
|        | Molí de Vent       | Vergós Guerrejat | masia        |                                          | 41° 40′ 21″ N, 1° 21′ 28″ E / 41.6725092749543°N,1.35782900114556°E 573 msnm                     |                                            |                     | Modifica les dades a Wikidata |
|        | la Torre           | Gàver            | masia        |                                          | 41° 41′ 12″ N, 1° 23′ 26″ E / 41.6867151530358°N,1.39044998607351°E 586 msnm                     |                                            |                     | Modifica les dades a Wikidata |

## muntanya
| imatge | Nom                  | Ubicat a | instància de | Detalls | coordenades                                                       | Protecció | Commons (més fotos) | Dades a WD                    |
| ------ | -------------------- | -------- | ------------ | ------- | ----------------------------------------------------------------- | --------- | ------------------- | ----------------------------- |
|        | Tossal d'Alta-riba   | Estaràs  | muntanya     |         | 41° 42′ 45″ N, 1° 21′ 55″ E / 41.712547°N,1.365278°E 662 msnm     |           |                     | Modifica les dades a Wikidata |
|        | Tossal de Garrigueta | Estaràs  | muntanya     |         | 41° 41′ 51″ N, 1° 23′ 11″ E / 41.697633°N,1.386428°E 648 msnm     |           |                     | Modifica les dades a Wikidata |
|        | Tossal de Robert     | Estaràs  | muntanya     |         | 41° 41′ 05″ N, 1° 22′ 24″ E / 41.68463472°N,1.3734°E 653 msnm     |           |                     | Modifica les dades a Wikidata |
|        | Tossal de la Molgosa | Estaràs  | muntanya     |         | 41° 42′ 39″ N, 1° 21′ 21″ E / 41.710723°N,1.355799°E 641 msnm     |           |                     | Modifica les dades a Wikidata |
|        | Tossal de la Palanca | Estaràs  | muntanya     |         | 41° 40′ 41″ N, 1° 21′ 01″ E / 41.67818889°N,1.35029028°E 641 msnm |           |                     | Modifica les dades a Wikidata |
|        | el Puig              | Estaràs  | muntanya     |         | 41° 40′ 10″ N, 1° 21′ 01″ E / 41.66936°N,1.35038639°E 653 msnm    |           |                     | Modifica les dades a Wikidata |

## Misc
| imatge | Nom                                 | Ubicat a               | instància de              | Detalls                                   | coordenades | Protecció                                  | Commons (més fotos)                 | Dades a WD                    |
| ------ | ----------------------------------- | ---------------------- | ------------------------- | ----------------------------------------- | --- | ------------------------------------------ | ----------------------------------- | ----------------------------- |
|        | Creu Monumental de Vergós Guerrejat | Vergós Guerrejat       | creu de la Santa Missió   | Estil: arquitectura popular 20th century  | 41° 40′ 36″ N, 1° 21′ 12″ E / 41.6766°N,1.35347°E ca:Pl. de l'Església 634 msnm                                             | bé integrant del patrimoni cultural català | Creu Monumental de Vergós Guerrejat | Modifica les dades a Wikidata |
|        | Forn de Pa de Vergós Guerrejat      | Vergós Guerrejat       | forn de pa                | Estil: arquitectura popular 12nd century  | 41° 40′ 34″ N, 1° 21′ 12″ E / 41.67613°N,1.35339°E ca:Pl. del Forn, 13 610 msnm                                             | bé integrant del patrimoni cultural català | Forn de Pa de Vergós Guerrejat      | Modifica les dades a Wikidata |
|        | Molí del Majà                       | Gàver                  | molí d'aigua              | Estil: arquitectura popular 19th century  | 41° 41′ 17″ N, 1° 23′ 09″ E / 41.688°N,1.38572°E ca:A la dreta del Sió 581 msnm                                             | bé integrant del patrimoni cultural català | Molí del Majà                       | Modifica les dades a Wikidata |
|        | Plans del Franquesa                 | les Oluges Estaràs     | indret plana              |                                           | 41° 41′ 46″ N, 1° 22′ 21″ E / 41.6961°N,1.37243°E 617 msnm                                                                  |                                            |                                     | Modifica les dades a Wikidata |
|        | Pou Vell                            | Ferran                 | pou                       | Estil: arquitectura popular 19th century  | 41° 43′ 39″ N, 1° 23′ 42″ E / 41.727569444444°N,1.395025°E ca:Camí dels Horts 647 msnm                                      | bé integrant del patrimoni cultural català | Pou Vell (Ferran)                   | Modifica les dades a Wikidata |
|        | Santa Maria de Malacara             | Estaràs                | edifici religiós          |                                           | 41° 43′ 06″ N, 1° 23′ 21″ E / 41.7182502746582°N,1.3891210556030271°E ca:Accés pel camí que surt de la bàscula de Ferran    |                                            |                                     | Modifica les dades a Wikidata |
|        | Sió                                 | Segarra Noguera Urgell | curs d'aigua              | Desemboca: Segre Llarg: 77km              | 41° 41′ 12″ N, 1° 23′ 30″ E / 41.68653°N,1.3916069444444443°E 41° 48′ 04″ N, 0° 48′ 38″ E / 41.80124°N,0.8105361111111111°E |                                            | Sió River                           | Modifica les dades a Wikidata |
|        | Torre de Ferragut                   | Estaràs                | torre de defensa          | Estil: arquitectura romànica 11st century | 41° 40′ 57″ N, 1° 22′ 44″ E / 41.682483°N,1.378765°E ca:Al costat del fondo de Ferragut, prop del mas Vila 655 msnm         | bé integrant del patrimoni cultural català | Torre de Ferragut                   | Modifica les dades a Wikidata |
|        | casa consistorial d'Estaràs         | Estaràs                | casa consistorial         |                                           | 41° 41′ 30″ N, 1° 22′ 43″ E / 41.6917323°N,1.378523°E                                                                       |                                            |                                     | Modifica les dades a Wikidata |
|        | castell de Malacara                 | Estaràs                | estructura arquitectònica |                                           | 41° 43′ 05″ N, 1° 23′ 20″ E / 41.718109130859375°N,1.388869047164917°E ca:Accés pel camí que surt de la bàscula de Ferran   |                                            |                                     | Modifica les dades a Wikidata |
|        | la Font                             | Vergós Guerrejat       | font                      |                                           | 41° 40′ 26″ N, 1° 21′ 18″ E / 41.6737759592743°N,1.35508186398133°E 562 msnm                                                |                                            |                                     | Modifica les dades a Wikidata |